# Jan Gawroński (dyplomata)

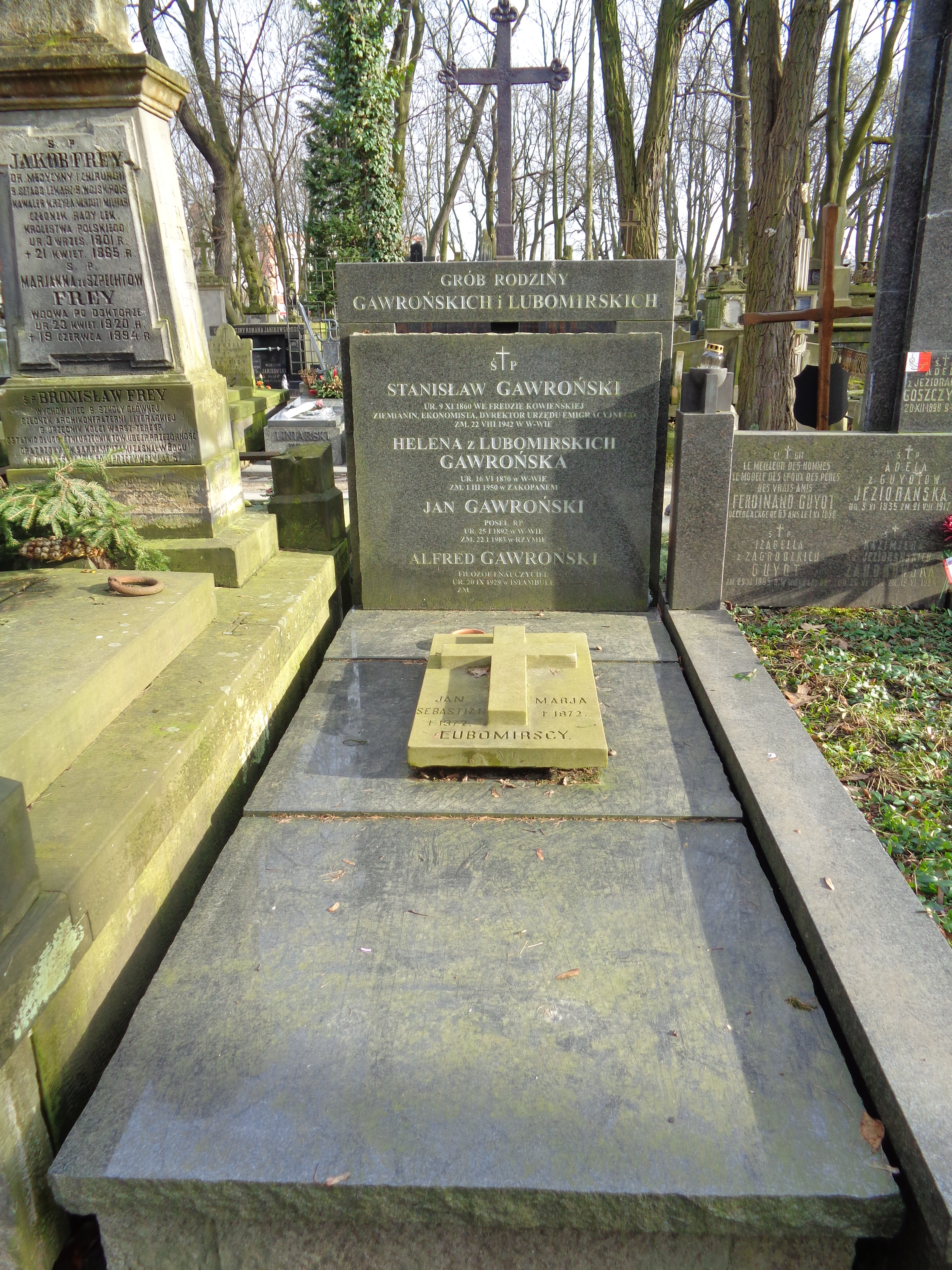
Grób dyplomaty Jana Gawrońskiego na cmentarzu Powązkowskim

Jan Gawroński (ur. 25 stycznia 1892 w Warszawie, zm. 26 stycznia 1983 w Rzymie) – polski pisarz, dyplomata II Rzeczypospolitej.

## Życiorys
Syn Stanisława i Heleny z Lubomirskich. Od 1919 pracował w służbie dyplomatycznej RP, kolejno w Szwajcarii, Niemczech, Holandii, Turcji i Austrii. od 1929 do 1932 był radcą Poselstwa RP w Ankarze, następnie przez rok pracował w Ministerstwie Spraw Zagranicznych. Od 1933 był radcą w Ambasadzie RP w Wiedniu, a w 1934 objął funkcję ambasadora w Wiedniu i pełnił ją do 1938. Po utracie niezawisłości przez Austrię (anschluss) odwołany do Warszawy. Tam zastał go napad hitlerowski. Jesienią 1939 przedostał się z rodziną do Włoch. W okresie II wojny światowej utrzymywał poprawne stosunki z faszystami włoskimi, traktując ich jako przeciwwagę dla narodowego socjalizmu, a w ostateczności jako integralną część koalicji antyhitlerowskiej. 
Po wojnie pozostał na emigracji we Włoszech. Opublikował kilka książek wspomnieniowych i podróżniczych. Zgodnie ze swoją ostatnią wolą spoczął w grobie rodzinnym na cmentarzu Powązkowskim (kwatera 6-2-11).

## Życie prywatne
Wiosną 1925 poślubił Lucianę Frassati – córkę założyciela gazety La Stampa i siostrę późniejszego błogosławionego Piera Giorgio Frassatiego. Mieli sześcioro dzieci: Jaś, Alfredo, Wanda, Giovanna, Maria Grazia, Nella.

## Ordery i odznaczenia
- Krzyż Kawalerski Orderu Odrodzenia Polski (10 listopada 1933)[4]
- Medal Dziesięciolecia Odzyskanej Niepodległości[5]
- Krzyż Komandorski Orderu Korony Rumunii (Rumunia)[5]

## Książki
- Dyplomatyczne wagary (1965)
- Moja misja w Wiedniu: 1932–1938 (1965)
- Wzdłuż mojej drogi: sylwetki i wspomnienia (1968)
- Do źródła muz: greckie wrażenia dyletanta (1970)
- Drogi prowadzą do Rzymu: wspomnienia i refleksje (1972)
- Gdzie wzrok nie sięga…: refleksje z wędrówki po Jonii (1973)